# Saint-Floxel
Saint-Floxel è un comune francese di 470 abitanti situato nel dipartimento della Manica nella regione della Normandia.

## Società

### Evoluzione demografica
Abitanti censiti